# .lk
.lk – domena internetowa przypisana do Sri Lanki. Została utworzona 15 czerwca 1990. Zarządza nią Council for Information Technology LK Domain Registrar.